# OpenAI o4-mini
OpenAI o4-mini és un model de transformador generatiu preentrenat creat per OpenAI. El 16 d'abril de 2025, el model o4-mini es va publicar per a tots els usuaris de ChatGPT (inclosos els usuaris de nivell gratuït), així com a través de l'API de finalització de chat i l'API de respostes.
A més, OpenAI va introduir el model o4-mini-high, que es va posar a disposició exclusivament dels usuaris de ChatGPT de nivell de pagament. El model high ofereix funcions més avançades, com ara una major precisió de resposta i temps de processament més ràpids.
A diferència dels models anteriors, l'o4-mini és capaç de processar tant text com imatges. També permet realitzar tasques com ara analitzar esbossos de pissarra blanca durant la fase de "cadena de pensament".
Els proveïdors de l'API o4-mini afirmen que està dissenyada per millorar la presa de decisions en tots els sectors permetent a les companyies de serveis públics preveure la demanda i analitzar dades d'infraestructura, donant suport a l'atenció mèdica mitjançant l'extracció i la interpretació d'historials i diagnòstics mèdics, i ajudant les institucions financeres amb el compliment normatiu i l'avaluació de riscos en temps real mitjançant l'anàlisi automatitzada de documents i el processament de dades.